# زوسوکویدار
زوسوکویدار (انگلیسی: Zosuquidar) یک داروی آزمایشی ضد نئوپلازی است که از کارکرد P-گلیکوپروتئین ها جلوگیری می‌کند. P-گلیکوپروتئین‌ها پروتئین‌های غشایی هستند که مواد خارجی را به روشی وابسته به ATP از سلول‌ها پمپ می‌کنند. سرطان‌هایی که بیش از حد P-گلیکوپروتئین ها را بیان می‌کنند، می‌توانند مولکول های درمانی را پیش از رسیدن به هدف خود پمپ کنند و به طور موثر سرطان را به چند دارو مقاوم می‌کنند. این دارو با مهار P-گلیکوپروتئین، پمپ خروجی را مهار می‌کند و حساسیت به عوامل شیمی درمانی را باز می‌گرداند.